# سوفي باركر
سوفي باركر (بالإنجليزية: Sophie Barker)‏ (25 ديسمبر 1990 في المملكة المتحدة - ) هي لاعبة كرة قدم بريطانية في مركز الوسط. لعبت مع Doncaster Rovers Belles L.F.C. ‏.

## وصلات خارجية
- سوفي باركر على موقع قاعدة بيانات كرة القدم.إي يو (الإنجليزية)